# Neoprávněné podnikání
Neoprávněné podnikání je přestupek proti živnostenskému zákonu popřípadě trestný čin, kterého se dopustí ten, kdo bez příslušného oprávnění soustavně provozuje výdělečnou činnost. Za tento přestupek může být podnikateli udělena pokuta, pokud však neoprávněné podnikání vedlo k ohrožení nějaké osoby nebo se na něm samozvaný podnikatel hodně obohatil, může být jeho podnikatelská činnost posuzována i jako trestný čin. 

## Neoprávněné podnikání v trestním zákoníku České republiky
Dle trestního zákoníku České republiky č. 40/2009 Sb.:
| „ | § 251 Neoprávněné podnikání - (1) Kdo neoprávněně ve větším rozsahu poskytuje služby nebo provozuje výrobní, obchodní nebo jiné podnikání, bude potrestán odnětím svobody až na dvě léta nebo zákazem činnosti. - (2) Odnětím svobody na šest měsíců až pět let nebo peněžitým trestem bude pachatel potrestán, - a) způsobí-li činem uvedeným v odstavci 1 značnou škodu, nebo - b) získá-li takovým činem pro sebe nebo pro jiného značný prospěch. - (3) Odnětím svobody na dvě léta až osm let bude pachatel potrestán, - a) způsobí-li činem uvedeným v odstavci 1 škodu velkého rozsahu, nebo - b) získá-li takovým činem pro sebe nebo pro jiného prospěch velkého rozsahu. | “ |

## Historie
V mezích socialistické hospodářské soustavy bylo připuštěno drobné soukromé hospodářství, které však muselo být založeno na osobní práci a nesmělo při něm dojít k vykořisťování cizí pracovní síly.
Po sametové revoluci byl dne 18. dubna 1990 přijat zákon č. 105/1990 Sb., zákon o soukromém podnikání občanů a následně byl po 30. červnu 1990 trestný čin nedovolené podnikání v československém právním řádu přejmenován na neoprávněné podnikání.